# Fluitsma & Van Tijn
Fluitsma & Van Tijn is een Nederlands producentenduo, dat verantwoordelijk is voor een groot aantal hits van Nederlandse artiesten. Onder hun eigen naam scoorden ze in 1996 een nummer-1-hit met 15 Miljoen Mensen.
Fluitsma en Van Tijn bestaat uit Jochem Fluitsma en Eric van Tijn. Vanaf 1985 houdt het duo zich bezig met het schrijven en produceren van nummers voor andere artiesten en commercials. Bekende artiesten voor wie Fluitsma & Van Tijn hebben gewerkt zijn Mai Tai, Dolly Dots, Henk Westbroek, Caught in the Act, De Jazzpolitie, Status Quo, Ruth Jacott, Linda, Roos & Jessica, 4 Fun, Edsilia Rombley, Jeffrey Schenk, Guus Meeuwis & Vagant, Hind en Kinderen voor Kinderen.
Het nummer 15 Miljoen Mensen werd oorspronkelijk ingezongen voor een televisiecommercial van de Postbank. Het nummer werd al snel zo populair, dat het op single werd uitgegeven.
In 2007 werden Fluitsma & Van Tijn gevraagd om een nummer te schrijven voor een Nuon-campagne waarin de Nederlandse strijd tegen het water centraal staat. De tekst werd geschreven door Frank Pels. De titel van het nummer is ‘Hij vecht, maar hij mag nooit meer winnen’. Het nummer werd ingezongen door Maarten van Roozendaal. In 2018 werd de Lifetime Achievement Award van de Buma Awards aan ze toegekend.

## NPO Radio 2 Top 2000
| Nummer met noteringen in de NPO Radio 2 Top 2000 | '99 | '00 | '01  | '02  | '03  | '04  | '05  | '06  | '07  | '08  | '09 | '10  | '11  | '12 | '13  | '14-'17 | '18  |
| ------------------------------------------------ | --- | --- | ---- | ---- | ---- | ---- | ---- | ---- | ---- | ---- | --- | ---- | ---- | --- | ---- | ------- | ---- |
| 15 miljoen mensen                                | 572 | -   | 1316 | 1117 | 1051 | 1419 | 1384 | 1448 | 1545 | 1393 | -   | 1965 | 1848 | 791 | 1558 | -       | 1843 |

1. ↑  Een '-' betekent dat het nummer niet was genoteerd en een vetgedrukt getal geeft de hoogste notering aan.
2. ↑  Deze tabel is bijgewerkt tot en met de laatste editie (2024).